# Mary Baylis Barnard
Marjorie Baylis Barnard (1870 – 1946), conhecida como Mary Baylis Barnard,  foi uma pintora versátil britânica, com obras retratando, principalmente, flores, mas também paisagens, interiores e cenas de gênero.

## Biografia
Barnard nasceu em Wiltshire e estudou arte em Paris. Ela morou em Londres até 1900, quando se mudou para Glasgow e, em 1901, casou-se com o artista Duncan McGregor Whyte, que havia conhecido durante seu tempo em Paris. Em 1910, eles se mudaram para Oban, onde compartilharam um estúdio. O casal também passava parte do ano na ilha de Tiree, onde tinham outro estúdio.
Barnard era considerada uma pintora altamente competente, com um bom senso de cor, que era expresso em suas delicadas pinturas florais. Embora por vezes exibisse obras em Londres, tendo, por exemplo, suas pinturas de flores expostas na Academia Real nos anos de 1894 e 1899, e também no Instituto Real de Pintores a Óleo, a maior parte de sua carreira pública ocorreu na Escócia. Ela teve exibições na Academia Real Escocesa e, mais frequentemente, no Instituto Real de Belas Artes de Glasgow.